# Rezerwat przyrody Jezioro Lubiatowskie im. profesora Wojciecha Górskiego
Jezioro Lubiatowskie im. profesora Wojciecha Górskiego – faunistyczny rezerwat przyrody o powierzchni 375,81 ha, w województwie zachodniopomorskim, w powiecie koszalińskim, w gminie Manowo i częściowo w Koszalinie, 2,5 km na północny zachód od Manowa i 7,5 km na południowy wschód od centrum Koszalina, 1 km na północny wschód od drogi krajowej nr 11 (Koszalin-Manowo). Obszar rezerwatu obejmuje 3 jeziora: Lubiatowo Północne, Lubiatowo Południowe oraz Lubiatowo Wschodnie. Rezerwat posiada otulinę.
Jezioro o kształcie wydłużonym otoczone jest ze wszystkich stron szuwarami i innymi roślinami przybrzeżnymi, obszar bagienny. Od strony ulicy Lubiatowskiej do brzegu jeziora przylegają podmokłe łąki, niewielkie zarośla i zagajniki złożone z różnych gatunków drzew. Od strony wsi Kretomino mokradłowy brzeg porośnięty jest gęstym różnogatunkowym lasem. Brzeg jeziora niedostępny niemal na całej długości. Na południowo-zachodnim brzegu jeziora grodzisko wczesnośredniowieczne z IX/X w.
Celem ochrony jest zachowanie naturalnego środowiska lęgowego wielu rzadkich, chronionych i zagrożonych wyginięciem gatunków ptaków wodno-błotnych.
Rezerwat ustanowiono w 1956 r. W 2007 r. określono na nowo jego granice.
W 2008 r. rezerwatowi nadano imię profesora Wojciecha Górskiego.
W 2009 r. ustanowiono plan ochrony dla rezerwatu.

## Fauna
- Płazy i gady:

ropucha szara (Bufo bufo), żaba wodna (Rana esculenta), żaba jeziorkowa (Rana lessonae), żaba trawna (Rana temporaria), żaba moczarowa (Rana arvalis), jaszczurka zwinka (Lacerta agilis), padalec zwyczajny (Anguis fragilis).
- Ptaki:

perkozek (Tachybaptus ruficollis), perkoz rdzawoszyi (Podiceps grisegena), perkoz dwuczuby (Podiceps cristatus), bąk (Botaurus stellaris), czapla siwa (Ardea cinerea), bocian czarny (Ciconia nigra), gęś gęgawa (Anser anser),
gęś białoczelna (Anser albifrons), gęś zbożowa (Anser fabalis), łabędź niemy (Cygnus olor), łabędź krzykliwy (Cygnus cygnus), łabędź czarnodzioby (Cygnus columbianus), ohar (Tadorna tadorna), krzyżówka (Anas platyrhynchos), cyraneczka (Anas crecca), krakwa (Anas strepera), świstun (Anas penelope), cyranka (Anas querquedula), płaskonos (Anas clypeata), gągoł (Bucephala clangula), nurogęś (Mergus merganser), rybołów (Pandion haliaetus), żuraw (Grus grus), zimorodek (Alcedo atthis), sowa błotna (Asio flammeus), bekas kszyk (Gallinago gallinago), derkacz (Crex crex).

## Turystyka
Od południa i wschodu rezerwat obchodzą znakowane szlaki turystyczne: czerwony Szlak im. Józefa Chrząszczyńskiego (o długości 50 km; Koszalin ul. Gdańska→ Góra Chełmska→ rezerwat Jezioro Lubiatowskie→ Manowo→ Rosnowo→ Tychowo), zielony Szlak Kamieni Granicznych (Dzierżęcino→ Bonin) oraz zielony Szlak Rowerowy Gotów.
Po północno-wschodniej stronie jeziora wioska indiańska.